# Yecla DO
Yecla DO er et vindistrikt (Denominación de Origen), der ligger i Yecla i Murcia-provinsen i det sydøstlige Spanien. Det er det eneste vinområde i Spanien, hvor der kun ligger én by. Til vest, nordvest og sydvest grænser området mod Jumilla DO. Området var tidligere kendt for hverdagsvine og bulkvin, men området kæmper for at rette op på dette forhold. Siden midten af 1970'erne har Yecla DO arbejdet på at fremhæve sine vines egenart.

## Geografi og klima
Vinmarkerne ligger relativt højt, mellem 400 og 700 meter over havets overflade. Klimaet er kontinentalt, og jorden består af lermuld over kalksten.

## Druesorter og vintyper
Til rødvin er Monastrell hoveddruen, men også Garnacha er tilladt. Som forsøgsdruer er Cabernet Sauvignon, Tempranillo og Merlot tilladt. Der laves også hvidvin på Merseguera, Macabeo og Airén. Der fremstilles hovedsageligt Joven vine, men også lidt fadlagret vin, især på Monastrell-druen.
38°37′N 1°07′V / 38.62°N 1.12°V